# Gripport
Gripport is een gemeente in het Franse departement Meurthe-et-Moselle (regio Grand Est) en telt 213 inwoners (2004). De plaats maakt deel uit van het arrondissement Nancy.

## Geografie
De oppervlakte van Gripport bedraagt 5,7 km², de bevolkingsdichtheid is 37,4 inwoners per km².
De onderstaande kaart toont de ligging van Gripport met de belangrijkste infrastructuur en aangrenzende gemeenten.

## Demografie
Onderstaande figuur toont het verloop van het inwonertal (bron: INSEE-tellingen).